# Церква Пресвятої Трійці (Броди)
Це́рква Пре́святої Трі́йці з дзвіницею — чинна парафіяльня греко-католицька церква у місті Бродах (Львівська область). Церква має статус пам'ятки архітектури місцевого значення під охоронним № 433/1-м, а дзвіниця — під охоронним № 433/2-м.

## Розташування
Розташована на території колишнього передмістя Великі Фільварки.

## Історія
Споруджена у 1744 році у східній частині Бродів. Головний престол з іконою святої Трійці виставлений у 1829 році.
Після другої світової війни церква була закрита та у 1960-х роках перебудована у 1960-х роках через облаштуванням клубу у ній, пізніше стояла пусткою. 
У 1990—1991 роках церква була передана вірним УГКЦ. 1994 року проведена реставрація святині за проєктом архітектора Богдана Кіндзельського. 
Стосовно внутрішнього інтер'єру церкви святої Трійці, то тут майже все зроблено заново. Зі старих речей збереглося тільки декілька образів, а також вдалося повернути царські врата. Нинішній іконостас, фрески на стінах, образи, престоли, балюстрада верхньої галереї, де розміщені хори і балюстрада над пресвітерієм — усе це сучасного виконання.
Нині це є єдина збережена давня дерев'яна церква у Бродах, що є зразком української народної архітектури.

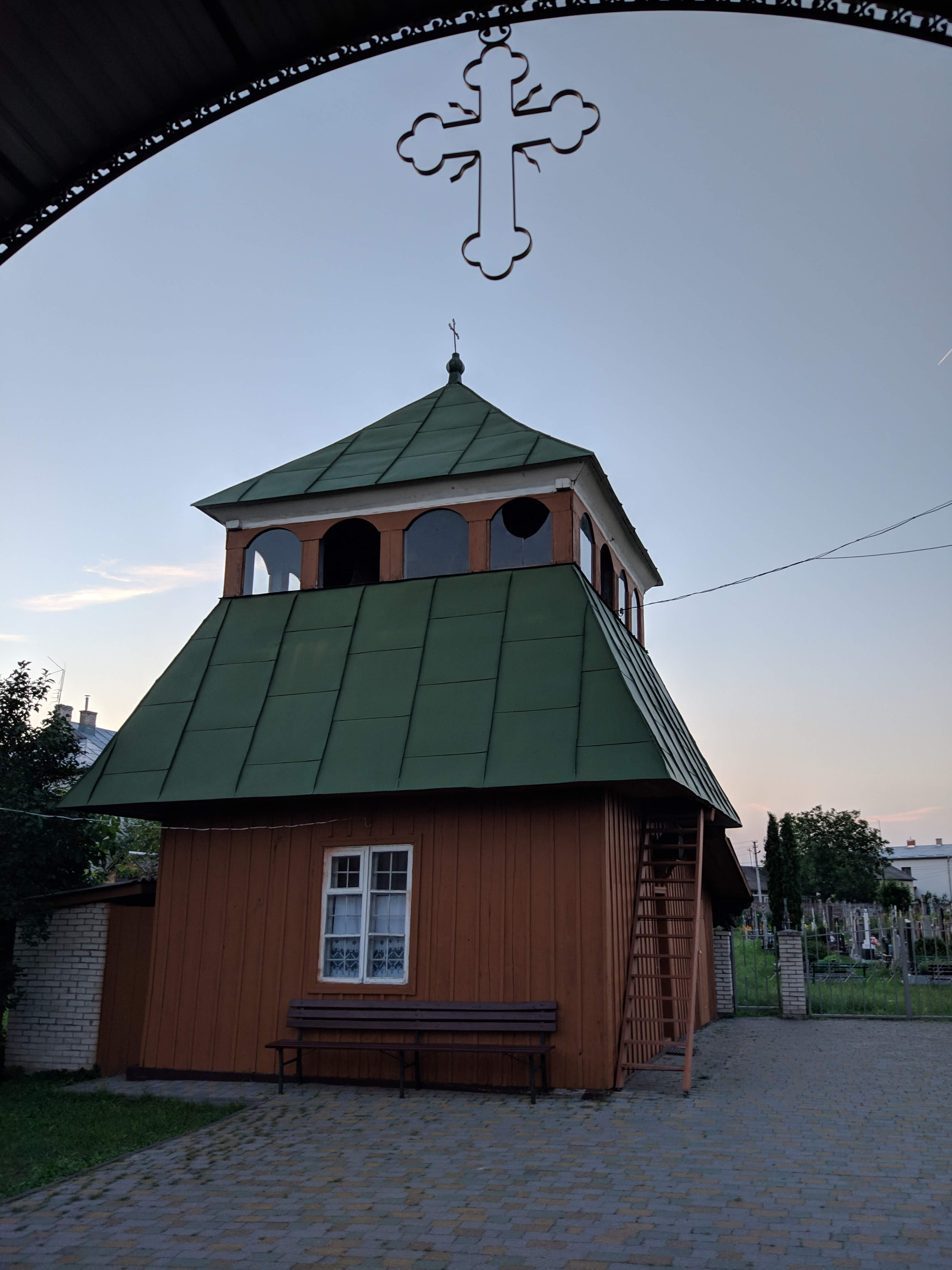
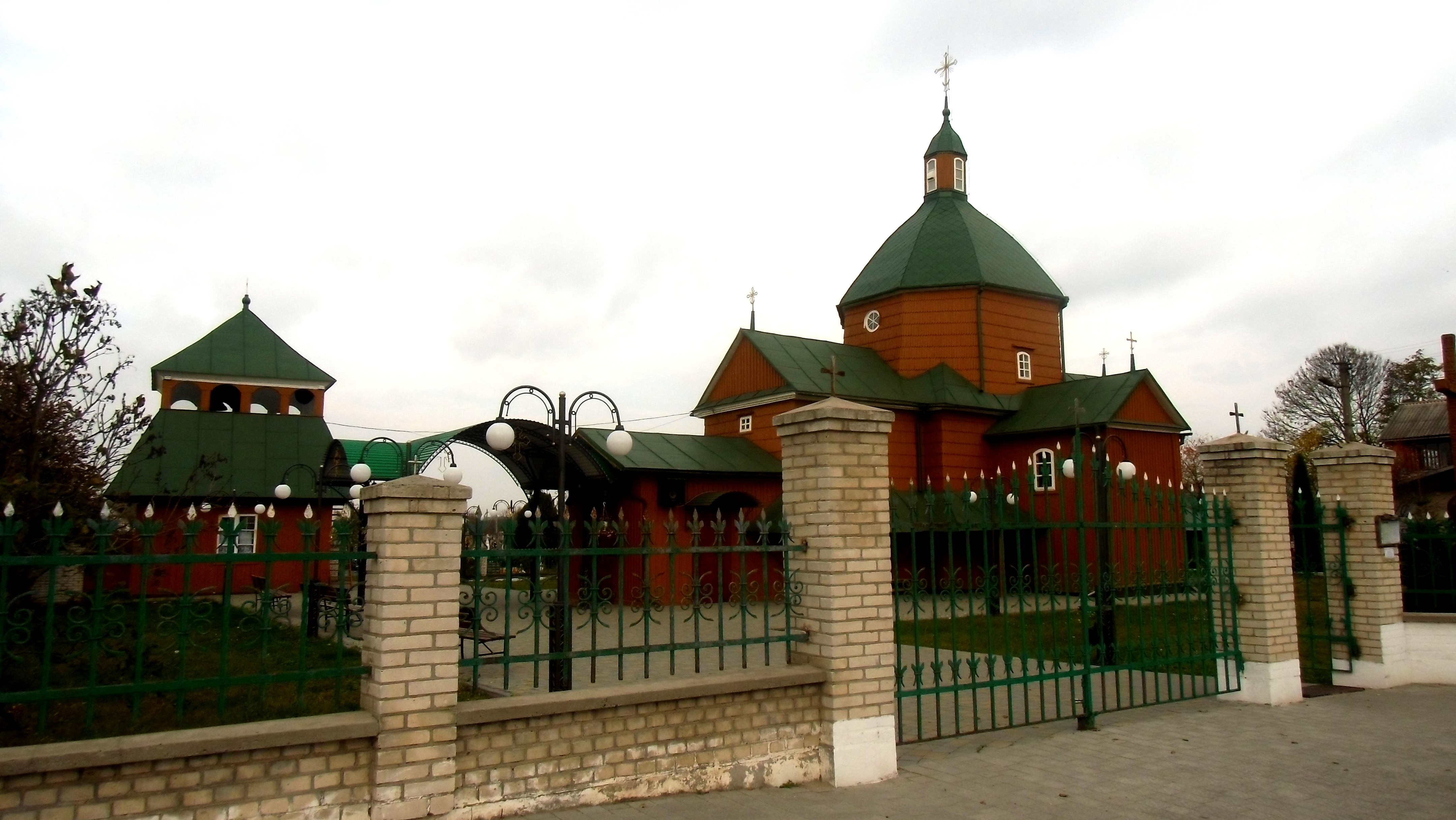
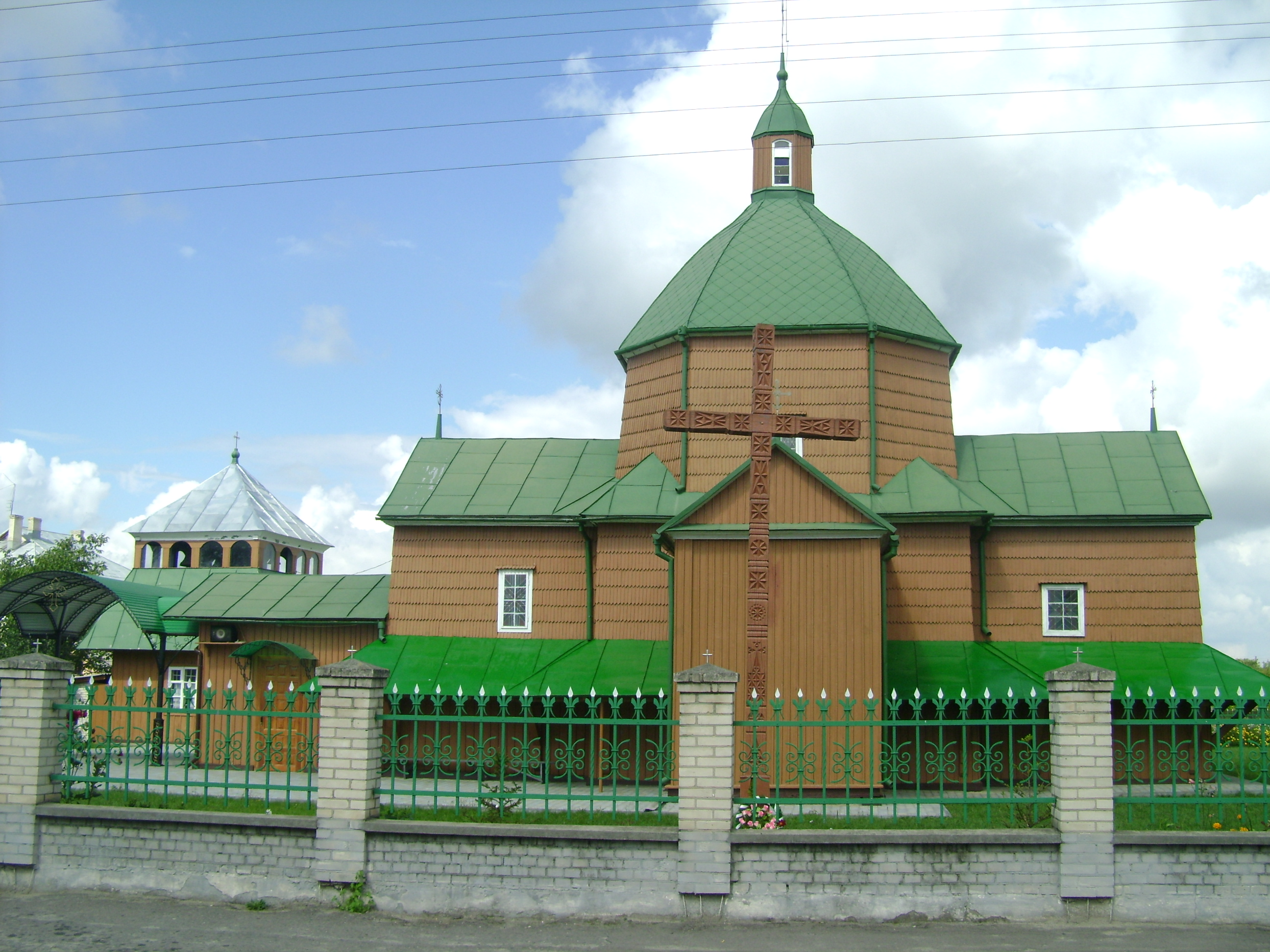